# لوران ديدييه
لوران ديدييه (بالفرنسية: Laurent Didier)‏ مواليد 19 يوليو 1984 في لوكسمبورغ، هو دراج في صنف سباق الدراجات على الطريق. شارك في دورة الألعاب الأولمبية الصيفية.

## سباقات أو مراحل فاز بها
| التاريخ       | السباق                                                                              | المركز                      |
| ------------- | ----------------------------------------------------------------------------------- | --------------------------- |
| 03 مارس 2012  | ستراد بينك 2012                                                                     | المرتبة 18 في التصنيف العام |
| 24 يونيو 2012 | Course en ligne masculine aux championnats du Luxembourg de cyclisme sur route 2012 | فائز المرحلة                |
| 06 أبريل 2013 | طواف إقليم الباسك 2013                                                              | الثالث في تصنيف الجبال      |
| 16 مارس 2014  | باريس-نيس 2014                                                                      | التاسع في تصنيف الجبال      |
| 26 يونيو 2014 | Contre-la-montre masculin aux championnats du Luxembourg de cyclisme sur route 2014 | فائز المرحلة                |

## روابط خارجية
- لوران ديدييه على موقع الاتحاد الدولي للدراجات (الإنجليزية)
- لوران ديدييه على موقع أرشيف الدراجات (الإنجليزية)
- لوران ديدييه على موقع إحصائيات الدراجات الإحترافية (الإنجليزية)
- لوران ديدييه على موقع نسبة الدراجات (الإنجليزية)
- لوران ديدييه على موقع اللجنة الأولمبية الدولية (الإنجليزية)
- لوران ديدييه على موقع أوليمبيديا (الإنجليزية)